# Paraliparis dactylosus
Paraliparis dactylosus és una espècie de peix pertanyent a la família dels lipàrids. El mascle fa 8,9 cm de llargària màxima i la femella 12,1. Tenen entre 59 i 69 vèrtebres. És un peix marí i batidemersal que viu entre 541 i 1.000 m de fondària. Es troba al Pacífic nord: des del mar de Bering i les illes Aleutianes fins a Oregon i les costes centrals de Califòrnia (els Estats Units). És inofensiu per als humans.